# Ulpiano Bezerra de Meneses
Ulpiano Toledo Bezerra de Meneses (Cunha, 8 de agosto de 1936) é um professor, museólogo, arqueólogo e historiador do Departamento de História na Universidade de São Paulo. É um dos mais importantes profissionais brasileiros da área da história, museologia e cultura material. É professor emérito da Faculdade de Filosofia e Ciências Humanas da Universidade de São Paulo (FFLCH-USP). Foi diretor do Museu Paulista da USP, entre 1989 e 1994, e do Museu de Arqueologia e Etnografia da USP (MAE), entre 1968 e 1978.
Foi membro do Conselho de Defesa do Patrimônio Histórico, Arqueológico, Artístico e Turístico (CONDEPHAAT) e, desde 2005, faz parte do conselho do Instituto do Patrimônio Histórico e Artístico Nacional (IPHAN).
Atua na área de História Antiga, com foco em história da cultura, pintura helenística, urbanismo antigo. Também é ativo em áreas como cultura material e visual, patrimônio cultural, museus e museologia.

## Carreira
Meneses é doutor em Arqueologia Clássica pela Universidade de Sorbonne, na França. Na Universidade de São Paulo é titular aposentado da cadeira de História Antiga e docente no Programa de Pós-Graduação em História Social, no departamento de História da Faculdade de Filosofia e Ciências Humanas. Desde 2008, é professor emérito da instituição.
É associado ao Instituto Real de Antropologia da Grã‑Bretanha e Irlanda.
Chegou a participar dos comitês brasileiros do Conselho Internacional de Museus (ICOM) e do Conselho Internacional de Monumentos e Sítios (ICOMOS), ambos da UNESCO.

## Prêmios
Em 2002 foi premiado com a comenda da Ordem Nacional do Mérito Científico.
Em 2006 foi agraciado com a Medalha do Mérito Museológico, concedida pelo Conselho Federal de Museologia (COFEM) em reconhecimento às suas contribuições à Museologia, ao patrimônios e aos museus.
Em 2018 recebeu a Medalha de Mérito Museológico “Waldisa Rússio Camargo Guarnieri” no 10º Encontro Paulista de Museus (10EPM), concedida pelo Sistema Estadual de Museus de São Paulo (SISEM).
Em 2024, foi contemplado com o título de Pesquisador Emérito pelo Conselho Nacional de Desenvolvimento Científico e Tecnológico (CNPq), outorgado a pesquisadores brasileiros ou estrangeiros radicados no Brasil em reconhecimento ao conjunto de sua obra científico-tecnológica e de seu renome junto à comunidade científica.

## Obra

#### Artigos
- Imagem - criação e recriação: observações sobre problemas de iconografia funerária grega (1966)[7]
- O objeto material como documento (1980)[8]
- Identidade cultural e arqueologia (1984)[9]
- O museu na cidade, a cidade no museu. Para uma abordagem histórica dos museus de cidade[10]